# Pyramidales System

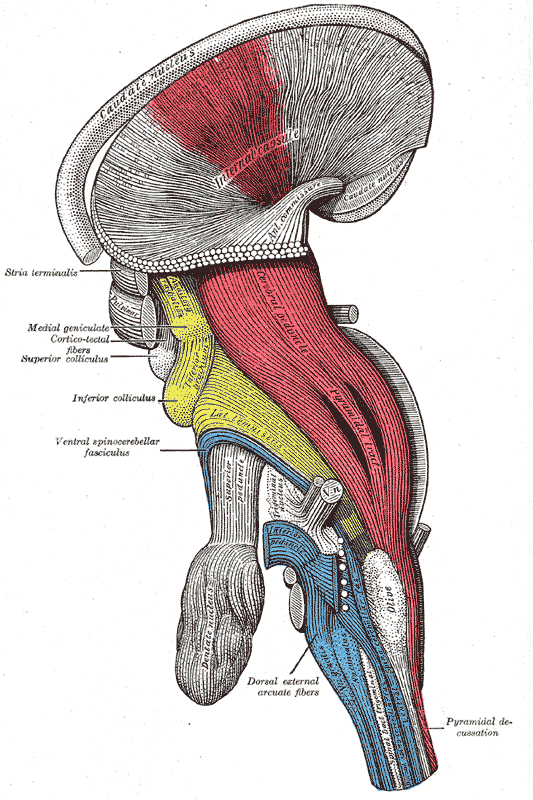
Freipräparierte Pyramidenbahn (rot) im Bereich des Hirnstammes, Seitenansicht von rechts

Das pyramidale System (PS) ist ein System der Bewegungssteuerung bei Säugetieren. Es bezeichnet eine Ansammlung zentraler Motoneuronen und ihrer in der Pyramidenbahn zusammen verlaufenden Nervenzellfortsätze.  Das pyramidale System ist bei Primaten und vor allem beim Menschen besonders gut ausgebildet. Zusammen mit dem extrapyramidalen System steuert es alle willkürlichen und einen Teil der unwillkürlich ablaufenden Bewegungen (Motorik).

## Namensherkunft
Der Name leitet sich von der anatomischen Struktur Pyramis medullae oblongatae [von griech. pyramis = Pyramide] ab, ein Vorsprung auf der Vorderfläche des Myelencephalons, welche an eine schlanke, auf den Kopf gestellte Pyramide erinnert. Fälschlicherweise wird oft angenommen, der Name käme von der pyramidenähnlichen Struktur der Perikaryen seiner Ursprungszellen (Pyramidenzellen). Dies ist auch insofern unrealistisch, da Pyramidenzellen nicht nur als Ursprung der Pyramidenbahn vorkommen (siehe unten).

## Aufbau und Funktion
Das pyramidale System ist für die Feinmotorik und die willkürliche Motorik zuständig. Es hat seinen Ursprung in der Primär-motorischen Rinde (Gyrus praecentralis), also in einem definierten Teil der Großhirnrinde. Dort sitzen die Zellkörper der zentralen Motoneurone, bei denen es sich histologisch um Pyramidenzellen handelt. Einige auffällig große Motoneurone werden als Betz-Riesenzellen bezeichnet. Die meisten Zellen, die das pyramidale System bilden, sind jedoch kleinere Pyramidenzellen der motorischen Rinde. Die axonalen Fasern der Motoneurone laufen von der Hirnrinde über die Capsula interna, den Hirnstamm und die weiße Substanz des Rückenmarks zum unteren Motoneuron (LMN). Das pyramidale System ist beim Menschen besonders gut entwickelt, während es bei Tieren nur eine untergeordnete Rolle spielt.
Betz-Riesenzellen sind in der Schicht V (Lamina V) der motorischen Rinde des Isocortex anzutreffen, siehe dazu auch die allgemeine Zytoarchitektonik des Isocortex. Genannte Riesenzellen senden zwar alle ihre Axone in die Pyramidenbahn, ihr Anteil an diesen Fasern liegt jedoch unter 5 %. Über 90 % der Fasern wird von kleineren Pyramidenzellen gestellt. Solche kleine Pyramidenzellen sind aber überall im Isocortex und daher überall auf der Großhirnrinde vertreten, siehe insbesondere Schicht III (Lamina III). 70 % der Nervenzellen im Kortex sind Pyramidenzellen. Von ihnen wird der Hauptteil der Informationsverarbeitung getragen. Ihr Vorkommen ist also keineswegs auf die motorische Rinde beschränkt. Betzsche Riesenzellen bilden in dieser Hinsicht eine Ausnahme.

## Pyramidenbahn

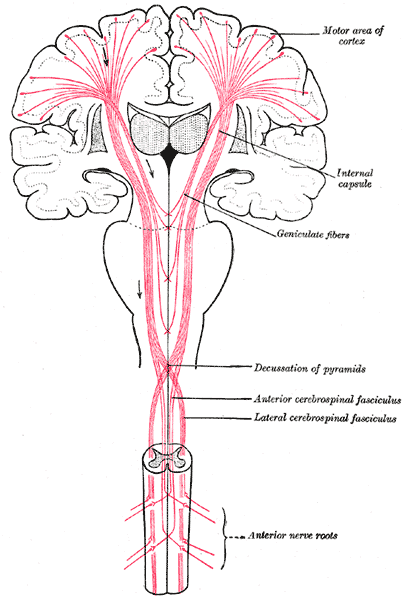
Pyramidenbahn (in rot)

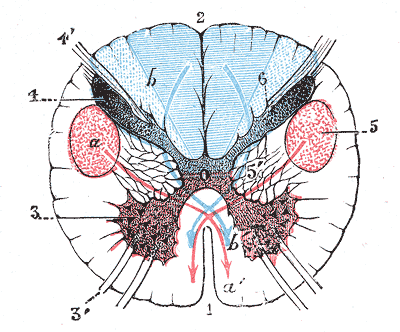
Querschnitt durch das Rückenmark
Pyramidenbahn rot (5)

Der Hauptteil des PS ist die Pyramidenbahn (Tractus corticospinalis). Sie ist beidseits an der Unterseite der Medulla oblongata (Myelencephalon) als seichter Längswulst (Pyramis, Pyramide) sichtbar. In der Pyramidenkreuzung (Decussatio pyramidum), am Übergang zwischen Nachhirn und Rückenmark, kreuzen 70 bis 90 Prozent der Neuriten als Tractus corticospinalis lateralis auf die jeweils andere Seite (kontralateral), die restlichen laufen als Tractus corticospinalis anterior paramedian im Vorderstrang des Rückenmarks und kreuzen segmental ins Vorderhorn der kontralateralen Seite des Rückenmarks. Einige Bahnen kreuzen überhaupt nicht, sondern verbleiben ipsilateral. Das Ausmaß der Kreuzung ist aber bei den einzelnen Säugern unterschiedlich. Beim Menschen und auch beim Hund kreuzt die Mehrzahl der Fasern. Bei Huftieren kreuzt nur etwa die Hälfte der Bahnen. Siehe auch Kontralateralität des Vorderhirns.
Das PS zieht vorwiegend zu den Interneuronen des Rückenmarks und steuert über diese die motorischen Wurzelzellen, die motorischen Vorderhornzellen im Rückenmark. Einige Fasern gehen direkte (monosynaptische) Verbindungen ein.

## Schäden des pyramidalen Systems
Eine einseitige Schädigung des pyramidalen Systems (etwa durch einen Schlaganfall) führt bei Menschen und anderen Primaten infolge der Pyramidenkreuzung meist zu einer Lähmung (Parese) der Gegenseite des Körpers. Die Lähmung ist nicht vollständig (also keine Plegie), da eine extrapyramidale Steuerung in der Regel weiterbesteht und einige Funktionen übernehmen kann. Typisch sind jedoch die sogenannten Pyramidenbahnzeichen, der Verlust der Feinmotorik, Mitbewegungen anderer Muskelgruppen oder der Gegenseite und eine allgemeine Ungeschicklichkeit. Tatsächlich sind diese Symptome jedoch immer Folge einer Läsion mehrerer kortikofugaler Bahnen, die nicht nur die Pyramidenbahn betreffen, sondern etwa auch die rubrospinale und die (laterale) reticulospinale Bahn. Im Fall einer (äußerst seltenen) isolierten Schädigung der Pyramidenbahn übernehmen andere motorische Bahnen weitgehend deren Funktion, sodass lediglich geringfügige Störungen der Feinmotorik zu erwarten sind.
Bei vielen Säugetieren sind die Ausfälle weit weniger dramatisch, da das pyramidale System bei ihnen nicht so bedeutsam ist. Hier beschränken sich die Schädigungen auf Haltungsstörungen des Halses und den Ausfall der Stellungsreaktionen, selbst wenn man den gesamten motorischen Cortex einer Seite entfernt. Die arttypischen Bewegungsmuster sind kaum verändert, da sie vorwiegend vom extrapyramidalen System und damit von anderen Gehirnteilen ausgehen.
Die Kreuzung der Pyramidenbahn wurde 1709 erstmals von Domenico Mistichelli (1675–1715) beschrieben. Ein Jahr später wies François Pourfour du Petit die Kontralateralität des motorischen Systems nach.